# 夏が来る!
「夏が来る!」（なつがくる!）は、TUBEの61枚目のシングル。2018年7月25日に発売。発売元はソニー・ミュージックアソシエイテッドレコーズ。

## 概要
- 前作「RIDE ON SUMMER」から、約2年ぶりとなるシングル。1994年4月に大黒摩季が『夏が来る』をリリースしていたことから、前田が大黒に直接電話して、曲名に！マークをつけ、『夏が来る！』とするということで了承を得たエピソードがある。
- 初回限定盤にはCDの他に特製グッズ(手ぬぐい)とツアードキュメントと表題曲のミュージック・ビデオを収めたDVDが付属された。

## 収録曲
| 全作詞: 前田亘輝、全作曲: 春畑道哉、全編曲: TUBE。 |                               |          |            |      |
| #                                                  | タイトル                      | 作詞     | 作曲・編曲 | 時間 |
| 1.                                                 | 「夏が来る!」                 | 前田亘輝 | 春畑道哉   | 4:20 |
| 2.                                                 | 「潮風の中で」                | 前田亘輝 | 春畑道哉   | 4:11 |
| 3.                                                 | 「夏が来る! (Instrumental)」  | 前田亘輝 | 春畑道哉   | 4:20 |
| 4.                                                 | 「潮風の中で（Instrumental)」 | 前田亘輝 | 春畑道哉   | 4:08 |
| 合計時間:                                          | 合計時間:                     | 16:59    |            |      |

| #  | タイトル                           | 作詞 | 作曲・編曲 |
| -- | ---------------------------------- | ---- | ---------- |
| 1. | 「2018 ツアードキュメント 前半戦」 |      |            |
| 2. | 「夏が来る!」(Music Video)         |      |            |

## 収録アルバム
- 日本の夏からこんにちは (#1,2、2曲共にリミックス)
- All Singles TUBEst -White- (#1)

## タイアップ
夏が来る!
- 味の素「クノール冷たい牛乳でつくるカップスープ」CMソング